# Женска рукометна репрезентација Литваније
Женска рукометна репрезентација Литваније у организацији Рукометног савеза Литваније представља Литванију у рукомету на свим значајнијим светским и континенталним такмичењима.

## Успеси репрезентације

### Наступи наОлимпијским играма
- До сада нису наступили ни на једним Олимпијским играма у рукомету за жене.

### Наступи наСветским првенствима
| Година         | Турнир    | Пласман   | ИГ | П | Н | И | ГД  | ГП  | ГР  |
| -------------- | --------- | --------- | -- | - | - | - | --- | --- | --- |
| Норвешка 1993. | Први круг | 13. место | 6  | 3 | 0 | 3 | 154 | 136 | +18 |
| Укупно         | 1         | 13. место | 6  | 3 | 0 | 3 | 154 | 136 | +18 |

### Наступи наЕвропским првенствима
| Година       | Турнир    | Пласман   | ИГ | П | Н | И | ГД  | ГП  | ГР  |
| ------------ | --------- | --------- | -- | - | - | - | --- | --- | --- |
| Данска 1996. | Први круг | 12. место | 6  | 0 | 0 | 6 | 124 | 183 | -59 |
| Укупно       | 1         | 12. место | 6  | 0 | 0 | 6 | 124 | 183 | -59 |